# John Shifflett

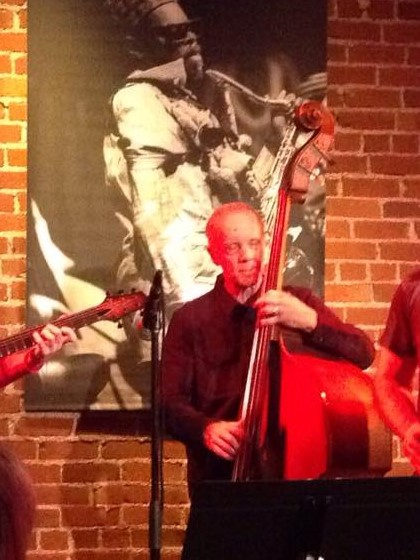
John Shifflett

John M. Shifflett  (Dubuque, 1 januari 1953 -  San Jose (Californië), 28 april 2017) was een Amerikaanse jazzbassist (aanvankelijk elektrische bas, later contrabas) die actief was in de Bay Area, als sessiemuzikant en pedagoog.
Shifflett studeerde begin jaren 80 aan Iowa State University, tijdens zijn studie speelde hij hier onder meer in de bigband. Na zijn studie gaf hij les aan de universiteit. Vanaf 1987 werkte hij in de Bay Area, waar hij speelde en opnam met plaatselijke musici als Scott Amendola, Taylor Eigsti, Peter Apfelbaum en Anton Schwartz. Tevens doceerde hij aan San José State en California Jazz Conservatory.
Shifflett speelde met onder andere Dave Liebman, Red Holloway, John Zorn, Madeleine Peyroux, Kurt Elling en Harold Land. Hij werkte ook met pop- en country-artiesten, zoals Frankie Avalon, Jerry Lewis , Dionne Warwick en Boz Scaggs ("But Beautiful", 2003). Hij is te horen op platen van onder meer Fred Ho, Joel Harrison, Nika Rejto, Jenna Mammina en Michael Zilber.
Shifflett overleed aan de gevolgen van alvleesklierkanker.